# Рух (стадіон)
48°54′29″ пн. ш. 24°41′46.50″ сх. д. / 48.90806° пн. ш. 24.6962500° сх. д.
Міський центральний стадіон «Рух» — центральний стадіон Івано-Франківська. Домашня арена ФК «Прикарпаття».
Стадіон відкритий у 1909 році. Вміщує 6200 місць. З 1986 року перебуває на реконструкції.

## Історія
1907 року Станиславівська міська каса ощадності придбала 10-моргову ділянку землі за міським парком. Досвід облаштування поля переймали в Кракові і, вже наступної весни тут (на місці східної трибуни «Руху») забавлялася та грала молодь міста. У власності каси ощадності стадіон перебував до радянської анексії в 1939 р. Відповідно, перша назва стадіону, — «Боїско» (поле) Каси Ощадності (пол. Boisko Kasy Oszczędności).
4 липня 1909 р. — на «Боїску» Каси ощадності відбувся перший матч в історії обласного футболу. Щоправда, у ньому місцева «Ревера» поступилася резервному складу львівських «Чарних» — 1:3. Однак у газеті «Кур'єр станиславівський», яка писала про той матч, було відмічено хороший стан футбольного поля: «На добре підготовленому, вирівняному…»
Незабаром були встановлені лавки для сидіння, з парку перенесли павільйон, який використовували під роздягальню.
У червні 1927 р. у пресі з'явилося повідомлення, що з наказу магістрату на стадіон завезено три перші фіри каміння під фундамент трибуни. У вересні 1927 р. будівництво дерев'яної трибуни було завершено.
У великих містах, утім, дерев'яні трибуни невдовзі стали замінювати залізобетонними. Обговорювався проєкт сучасного стадіону і в Станиславові. Будова оцінювалася у майже півтора мільйона злотих. У 1939-му на місті майбутньої арени побували фахівці з Варшави. Та далеко не всі вважали заплановані капіталовкладення раціональними. Опоненти наполягали: на ці кошти краще було б збудувати кілька футбольних полів, оскільки трьох наявних арен усім не вистачало. Суперечки перервала війна.
Дерев'яна трибуна стадіону (за радянської влади отримав назву «Спартак») прослужила глядачам ще майже 20 років. Після виходу місцевого «Спартака» до союзного класу «Б» у Станіславі взялися за реконструкцію спорткомплексу. Вона тривала впродовж 1956-57 років. Місткість арени довели до 12 000, та насправді, особливо в часи виступів червоно-білих у першій союзній лізі, на трибунах поміщалося набагато більше глядачів. З вересня 1969 матчі могли проводитися при штучному освітленні. 1981 року команда і стадіон були передані на баланс одного з підприємств військово-промислового комплексу, тому стадіон змінив назву на «Кристал» (за назвою заводського спортклубу).
Наприкінці 1986 року розпочалася чергова масштабна реконструкція спортивного ядра, що з перервами триває й досі. Впродовж 1989-96 рр. змагання тут узагалі не проводили. 
Стадіон було перейменовано в 1989 році на честь громадсько-політичної сили «Народний Рух України за перебудову», що виступав за незалежність України. За часів незалежності стадіон отримав назву «Рух» і перейшов у муніципальну власність. Уперше після тривалої перерви центральний стадіон прийняв глядачів у вересні 1996-го. На сьогодні здали в експлуатацію три з чотирьох трибун загальною місткістю 15 000 глядачів. Востаннє аншлаг на стадіоні був у вересні 2005 року під час кубкового матчу місцевого «Спартака» і київського «Динамо». Рекорд відвідуваності «Руху» встановила співачка Софія Ротару, чий концерт 1999 року зібрав понад 20 тисяч глядачів.
У лютому 2018 року стало відомо, що реконструкція стадіону «Рух» завершиться не скоро. Про це під час відповіді на запитання франківців у Фейсбуці заявив міський голова Руслан Марцінків. За його словами, у місті є більш пріоритетні проєкти, на які в першу чергу витрачатимуться бюджетні кошти. 

## Керівництво
- Богдан Вовкович (1991—1996)[5]